# 奥萨·伦奎斯特
奥萨·伦奎斯特（瑞典語：Åsa Lönnqvist，1970年4月14日—），瑞典女子足球运动员。她曾代表瑞典参加1995年和1999年国际足联女子世界杯。她也曾入选1996年和2000年夏季奥林匹克运动会瑞典女子足球队名单，但两次均未上场参赛。